# Rotrouenge
Il termine medievale rotrouenge (o, secondo altre varianti ortografiche, rotruenge, rotrouange, retrowenge, in provenzale retroensa o retroencha) è riferito a un tipo di poesia lirica medievale (piuttosto rara) di trovatori e trovieri, imparentata alle chansons de toile. Per quanto concerne la lirica provenzale dei trovatori, le retroenchas sopravvissute sono sei, attribuite a quattro trovatori diversi, delle quali tre sono certamente di Guiraut Riquier e una di Joan Esteve di Béziers, anche se sembra piuttosto verosimile che gli esempi fossero più numerosi.
Similmente alle canzoni da ballo del XII e XIII secolo, aveva un ritornello e veniva usata per ballare. Nel contenuto era essenzialmente una canzone d'amore, ma di quando in quando poteva assumere un carattere politico. 
Secondo Gaston Paris, appartengono alla rotrouenge "quasi tutti i brani lirici destinati al canto non appartenenti alla scuola provenzalizzante" (presque toutes les pièces lyriques destinées au chant qui n'appartiennent pas à l'école provençalisante)

## Esempio
Rotruenge del prigioniero (o Ia nus hons pris ne dira sa raison)

## Etimologia
L'origine e il significato primitivo della parola non sono completamente chiari.  Secondo lo studioso tedesco Suchier, la parola retrouenge deriva dal nome dell'eroe o eroi della canzone, Rotrou. Questo nome veniva portato nell'XI e XII secolo da una famiglia al servizio dei conti di Perche.  Perciò, il rotrouenge potrebbe essere stato originariamente una canzone satirica o eroica. Suchier pone in rilievo le possibilità che possa aver preso il nome dall'inventore della melodia, o dal nobiluomo di cui il poeta era allora la servizio. 